# 2130
2130 (ММCXXX) е обикновена година, започваща в неделя според григорианския календар. Тя е 2130-ата година от новата ера, сто и тридесетата от третото хилядолетие и първата от 2130-те.